# Claude (Teksas)
Claude – miasto w Stanach Zjednoczonych, w stanie Teksas, w hrabstwie Armstrong. W 2000 roku liczyło 1313 mieszkańców.